# Jakub (Tislenko)
Jakub, imię świeckie Jewgienij Iwanowicz Tislenko (ur. 19 sierpnia 1960 w Minieralnych Wodach) – rosyjski biskup prawosławny.

## Życiorys
Od 1965 żył razem z rodziną we Włodzimierzu. Po ukończeniu w tym mieście szkoły średniej nr 31 podjął studia filologiczne (rusycystyka z językiem angielskim) na Uniwersytecie Moskiewskim), ukończył je w 1982. W latach 1982–1984 odbywał zasadniczą służbę wojskową. Następnie w latach 1985–1988 uczył się w moskiewskim seminarium duchownym, po czym podjął wyższe studia teologiczne w Moskiewskiej Akademii Duchownej. Od 1990 do 1994 był dyżurnym referentem przy patriarsze moskiewskim i całej Rusi Aleksym II. 19 grudnia 1991 złożył wieczyste śluby mnisze przed archimandrytą Teognostem, namiestnikiem ławry Troicko-Siergijewskiej. Rok później ukończył studia w Akademii z tytułem kandydata nauk teologicznych. W latach 1992–1996 wykładał w moskiewskim seminarium duchownym kurs Starego Testamentu. Uczestniczył w ekspedycjach misyjnych, m.in. na Sachalin i Kuryle, Antarktydę. 8 kwietnia 2001 przyjął święcenia diakońskie z rąk biskupa krasnogorskiego Sawy. W 2008 biskup siergijewo-posadski Teognost wyświęcił go na hieromnicha. Od 1996 do 2011 kierował studium filmowym Ławry Troicko-Siergijewskiej, zaś od 2009 do 2011 także redaktora pisma monasteru pt. Makowiec.
27 grudnia 2011 Święty Synod Rosyjskiego Kościoła Prawosławnego nominował go na biskupa narjan-marskiego i miezieńskiego, pierwszego ordynariusza nowo powstałej eparchii. W związku z tym 6 stycznia 2012 został podniesiony do godności archimandryty. Jego chirotonia biskupia odbyła się w soborze Objawienia Pańskiego w Moskwie.
20 marca 2025 roku został przeniesiony w stan spoczynku, z miejscem pobytu w Ławrze Troicko-Siergijewskiej, pod nadzorem biskupa siergijewo-posadskiego i dmitrowskiego Cyryla.